# 9e division de montagne Est (Allemagne)
Ne doit pas être confondu avec 9e division de montagne Nord (Allemagne).
Pour les articles homonymes, voir 9e division.
La  9e division de montagne Est (en allemand : 9. Gebirgs-Division (Ost)) est une des divisions d'infanterie de montagne de l'armée allemande (Wehrmacht) durant la Seconde Guerre mondiale.

## Création et différentes dénominations
La 9. Gebirgs-Division (Ost) est formée en Autriche le 25 avril 1945 à partir du Kampfgruppe Semmering (aussi connu comme Kampfgruppe Oberst Raithel).
La division est formée d'unités de formation et de remplacement de la Heer et de la Waffen-SS, d'unités de police estoniennes et lettones et d'unités de la Luftwaffe, comprenant des éléments de l'escadron de chasse Kampfgeschwader 27 Boelcke.

## Organisation

### Commandants
| Date                       | Grade  | Commandant       |
| -------------------------- | ------ | ---------------- |
| 25 avril 1945 - 8 mai 1945 | Oberst | Heribert Raithel |

### Officier d'opérations (Ia)
| Date                       | Grade     | Commandant           |
| -------------------------- | --------- | -------------------- |
| 25 avril 1945 - 8 mai 1945 | Hauptmann | Dr. Hartmut Wallrapp |

## Ordre de bataille
- Gebirgsjäger-Regiment 154
- Gebirgsjäger-Regiment 155
- Gebirgs-Artillerie-Regiment 56
- Einsatz-Kompanie/Panzerjäger-Ersatz- und Ausbildungs-Abteilung 48
- Gebirgs-Aufklärungs-Abteilung 56
- Gebirgs-Pionier-Kompanie
- Gebirgs-Nachrichten-Kompanie

## Théâtres d'opérations
- Autriche: Avril 1945 - mai 1945